# Torre Santa Sabina
Torre Santa Sabina is een plaats (frazione) in de Italiaanse gemeente Carovigno.